# إم تي في بلس
كانت إم تي في بلس قناة تلفزيونية يونانية مجانية، مملوكة لشركة Viacom. تم توزيعها أيضًا في إيطاليا من 17 مايو 2010 حتى 1 مارس 2011، عندما تم استبدالها بإم تي في ميوزك.

## التاريخ
تم إطلاق القناة في اليونان في 18 أكتوبر 2009. عقد حفل الافتتاح في نادي «فوغ» في سالونيك في 17 ديسمبر 2009، مع ظهور فرقة الرقص البريطانية الماسونيون وبعض الفرق اليونانية مثل سي ريل و Stavento. كانت إم تي في + متاحةً على تلفزة رقمية أرضية في سلانيك في شمال اليونان. كانت برامجها مشابهة لقناتها الشقيقة إم تي في اليونان. استخدمت إم تي في + العلامة التجارية العالمية لإم تي في حينها. تم إغلاق النسخة اليونانية في 12 ديسمبر 2011، وحلت محلها نيكلوديون بلس.

### الإطلاق في إيطاليا
بدأت القناة اليونانية في التوزيع كشبكة مجانية تلفزة رقمية أرضية في إيطاليا في مايو 2010 وعلى سكاي إيطاليا في 18 أكتوبر 2010. تم إغلاقه في 1 مارس 2011، وحل محله إم تي في ميوزك.

## الشعارات السابقة

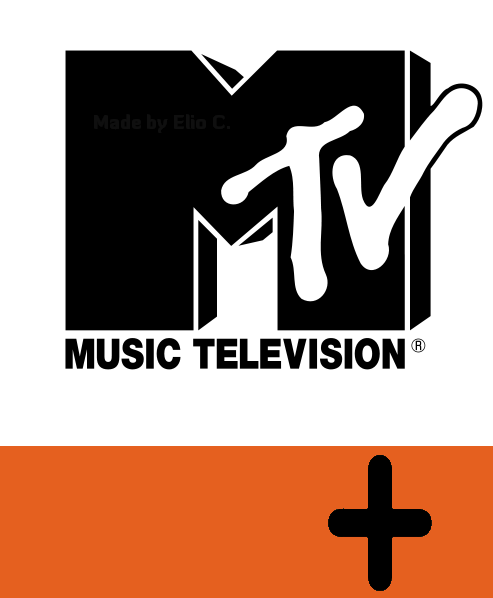
تم استخدام هذا الإصدار في اليونان.
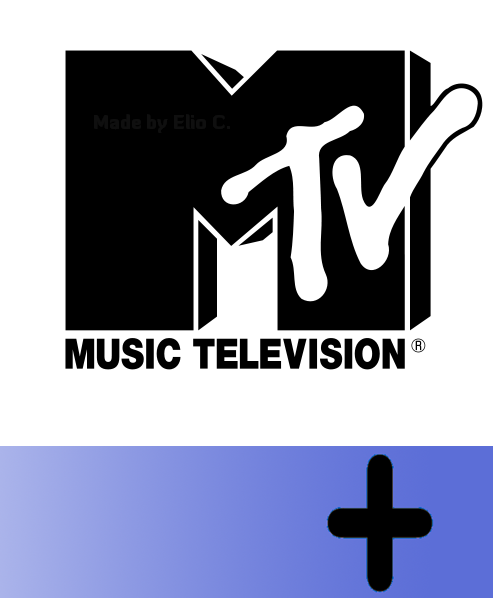
تم استخدام هذا الإصدار في إيطاليا.